# Freda Meissner-Blau
Freda Meissner-Blau (1927—2015) was een Oostenrijkse groene politicus en mensenrechtenactivist. Ze gold als boegbeeld van de Oostenrijkse ecologiebeweging en was in 1986 de eerste voorzitter van de partij Die Grünen in Oostenrijk.

## Levensloop
Freda Meissner kwam uit een oude Oostenrijkse familie van officieren en industriëlen. Ze was de jongste van vier kinderen. Ze bracht de eerste drie jaar van haar leven door in Reichenberg (Noord-Bohemen), verhuisde daarna met haar gezin naar Linz en na de annexatie van Oostenrijk in de zomer van 1938 naar Wenen. Haar vader Ferdinand Meißner was nationaal econoom en had kritiek op de nationaalsocialisten. Hij moest in 1939 naar Groot-Brittannië emigreren. Het gezin keerde terug naar Reichenberg. Op 17-jarige leeftijd vluchtte ze voor het Sovjetleger naar Dresden, waar ze getuige was van de bombardementen op de stad. Na de val van het naziregime studeerde ze journalistiek in Wenen en werkte ze voor de Amerikaanse bezettingsmacht. Ze reisde naar het Verenigd Koninkrijk om haar vader te bezoeken, volgde daar een opleiding tot verpleegster en schreef zich uiteindelijk in voor medicijnen in Frankfurt am Main. Daar ontmoette ze Georges de Pawloff, die voor de Franse bezetter werkte. In 1953 trouwden ze.
Drie jaar lang werkte zij samen met haar man voor een Duits bedrijf in Belgisch-Congo, waar ze getuige was van de bloedige strijd van het volk tegen de koloniale overheersing. Daarna werkte hij voor UNESCO in Parijs en vertaalde hij offertes van Franse bedrijven voor de bouw van kerncentrales. In 1962 verhuisde het gezin opnieuw, dit keer naar Wenen, waar haar man werkte voor de Internationaal Atoomenergieagentschap. Zelf werd ze secretaris-generaal van het kort daarvoor opgerichte Institute for Higher Studies (IHS). In 1968 ging ze terug naar Parijs en was getuige van de opstanden van de studenten die vochten tegen autoritaire structuren en hiërarchieën. Hun huwelijk liep stuk vanwege politieke meningsverschillen.
Paul Blau was van 1967 tot 1970 hoofdredacteur van de Arbeiter-Zeitung in Wenen. Ook was hij actief in de vakbeweging. Freda Meissner en Paul Blau waren het eens over hun politieke en ecologische inzet, evenals over hun ideeën en doelen. Ze trouwden in 1970 en keerden twee jaar later terug naar Wenen. Ze werd educatief medewerker bij de OMV, verzorgde de bijscholing van de arbeiders en sloot zich uiteindelijk aan bij de SPÖ. Ook in Oostenrijk ontwikkelde zich een beweging voor milieubescherming en tegen kernenergie, waarvan Freda Meissner-Blau een van de eerste sprekers was. Ze begon verzet te organiseren tegen de door de sociaaldemocraten geleide regering en vocht tegen de ingebruikname van de Kerncentrale Zwentendorf. De milieubeweging won het referendum op 5 november 1978, de enige kerncentrale van Oostenrijk werd nooit in gebruik genomen. In 1984 - in de strijd om de Hainburger Au - was ze opnieuw een van de belangrijkste strijders. Ook deze slag werd gewonnen, de energiecentrale werd nooit gebouwd en de Hainburger Au werd een nationaal park, de Nationaal park Donau-Auen.
Na de twee grote successen van de milieubeweging werd ze in het voorjaar van 1986 overgehaald om zich kandidaat te stellen voor het ambt van bondspresident. Ze won 259.689 stemmen, of 5,5%, ondanks dat ze geen partijapparaat achter zich had. Hun succes dwong een tweede ronde af tussen Kurt Waldheim en Kurt Steyrer, waarbij de eerste won.
Na een felle loopgravenoorlog tussen conservatieve en progressieve groeperingen binnen de ecologiebeweging, werd in 1986 de Green Alternative-partij opgericht. Meissner-Blau liep als de beste kandidaat bij de verkiezingen voor de Nationale Raad van 1986, behaalde 4,82 procent, een basismandaat in Neder-Oostenrijk en nog eens zeven mandaten. Ze kwam met zeven mannen het parlement binnen. Hun eis voor gendergelijkheid was niet succesvol. Ze werd echter tot voorzitter van de club gekozen. Nadat de parlementaire fractie zich in 1988 had geconsolideerd, trad Meissner-Blau op 6 december 1988 af. Het succes van de Groenen in Oostenrijk is nauw verbonden met Meissner-Blau.
In juni 1995 was ze voorzitter van het eerste Internationale Mensenrechtentribunaal. De co-voorzitter was de redacteur Gerhard Oberschlick; Christian Michelides trad op als procureur-generaal. Het onderwerp van de rechtszaak was de discriminatie en vervolging van lesbiennes, homoseksuelen, biseksuelen en transgenders in Oostenrijk in de periode van 1945 tot 1995. De Republiek Oostenrijk werd schuldig bevonden aan bijna alle aanklachten.
In 1999 moest ze een harttransplantatie ondergaan. Haar man Paul Blau stierf op 27 oktober 2005. Zelf stierf ze op 22 december 2015 op 89-jarige leeftijd. Bondspresident Heinz Fischer sprak bij het afscheid.

## Familie
Freda Meissner-Blau is twee keer getrouwd geweest. Uit haar eerste huwelijk zijn drie kinderen. Ted Oliver werd geboren in Belgisch Congo in 1954. Hun tweeling Nicolas en Aleksandra werden geboren in 1963.

## Boek
- Die Frage bleibt, 88 Lern- und Wanderjahre, im Gespräch mit Gert Dressel, Wien: Amalthea Signum 2014, ISBN 9783850028974